# Arte rupestre de Val Camonica
Como arte rupestre de Val Camonica se conoce a las incisiones rupestres del valle italiano de Val Camonica, que se encuentra en la provincia de Brescia. Son un conjunto de más de 140.000 petroglifos (entre 200.000 y 300.000 según nuevos descubrimientos) sobre roca arenisca de grano muy fino que constituyen la colección más amplia de arte rupestre de toda Europa y el mundo.
Constituyen un testimonio extraordinario de la civilización de los habitantes de la Valcamonica desde el Paleolítico Superior hasta el siglo XIX. Su importancia se debe al hecho de que representa el testimonio de 10 000 años de historia, 8 000 de los cuales preceden al surgimiento de Roma, permitiendo reconstruir históricamente un largo camino de acontecimientos en una sociedad humana preliteraria, a través de los eventos descritos por su arte. El Val Camonica (el nombre procede de sus primitivos habitantes, los Camunni), es un valle lombardo de los Alpes centrales, al norte del lago de Iseo.
Las incisiones se extienden por un área muy extensa que abarca los municipios de Pisogne, Darfo Boario Terme, Breno, Capo di Ponte, Esine, Ossimo, Borno, Ceto, Cimbergo, Paspardo, Sonico, Piancogno, Cerveno, Sellero, Paisco Loveno, Malonno y Berzo Demo. 
En el año 1979 fueron el primer sitio italiano en ser declarado Patrimonio de la Humanidad por la Unesco.

## Historia de los hallazgos
El primer estudio científico de las rocas incisas es de 1909, año en el cual se publicó en la revista mensual Touring Club Italiano un artículo acerca de los Massi di Cemmo, editado por Gualtiero Laeng.
Sucesivamente se llevaron a cabo las búsquedas, de forma esporádica, por distintos estudiosos, aunque hay que recordar la presencia del Ahnenerbe nazi en el año 1937.
Después de la Segunda Guerra Mundial las incisiones rupestres de Valcamonica revelaron su gran importancia gracias a los estudios efectuados por Emmanuel Anati, que también fundó el Centro Camuno di Studi Preistorici en 1964.
Sobre todo gracias a sus trabajos, estas obras fueron el primer sitio italiano en ser nominado como Patrimonio de la Humanidad por la Unesco, aprobándose su inclusión en el listado en 1979.
Obtuvo gran relevancia a nivel nacional gracias también a una exposición realizada en Milán en 1982 que supuso una importante afluencia de turismo al valle, con más de 300 000 visitantes.
Desde entonces, la exploración, la catalogación y el estudio de las rocas se extendieron progresivamente merced a los campus arqueológicos que se organizan todos los años y que siguen descubriendo centenares de nuevos signos, por ejemplo, 200 solo en el año 2007.
Según estimaciones del Centro Camuno di Studi Preistorici se supone que solo queda por descubrir el 20% de las figuras existentes.

## Los petroglifos

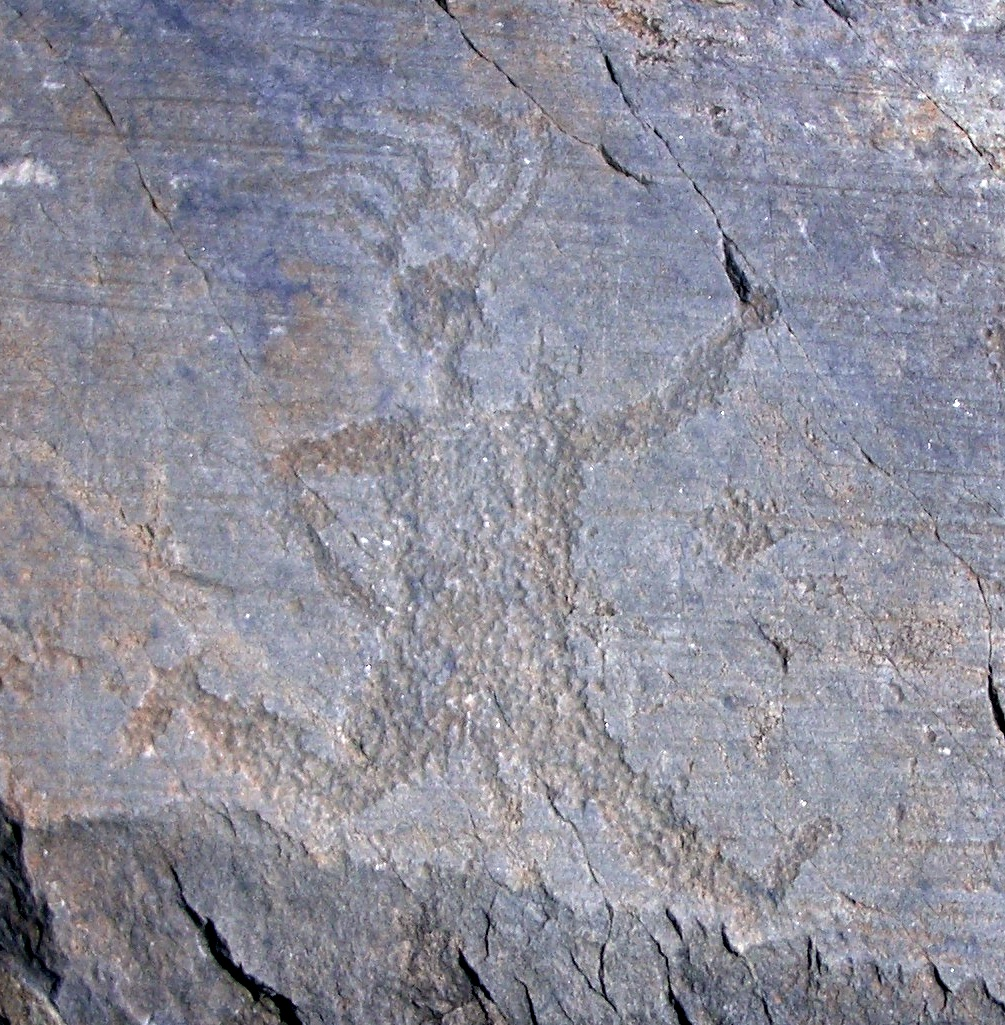
Sacerdote emplumado corriendo, Parque de Naquane, roca 35, Capo di Ponte.

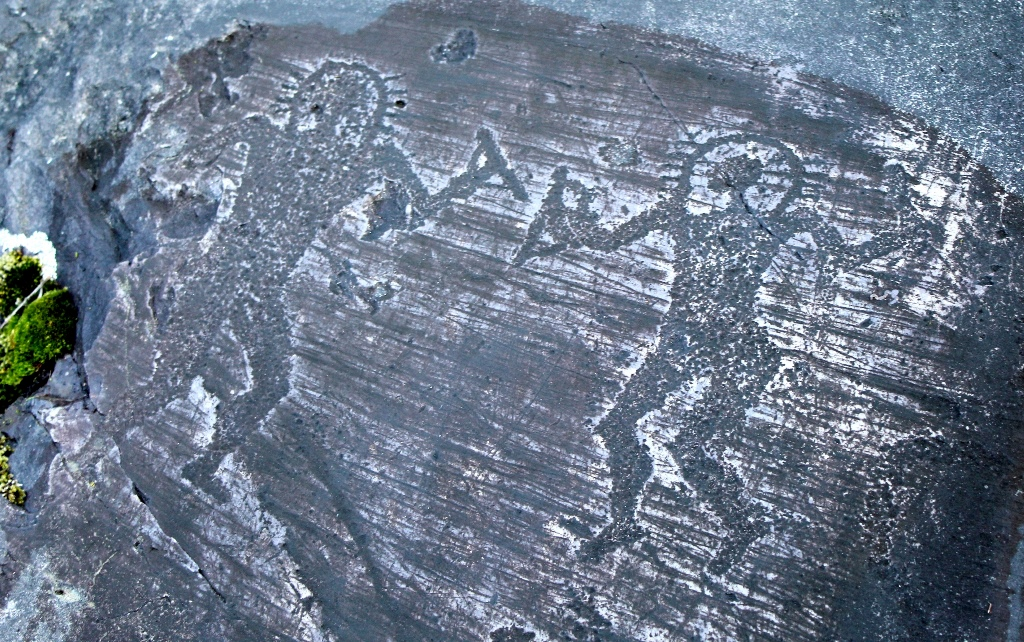
"Los astronautas", c. 1.000 a. C.

Las incisiones rupestres de Valcamonica se presentan como imágenes que el hombre ha grabado en la roca. Las superficies grabadas se encuentran al aire libre y algunas de ellas tienen una extensión superior a los cincuenta metros cuadrados y contienen más de mil figuras. Ciertas rocas grabadas afloraban en la superficie, mientras que otras fueron descubiertas durante las excavaciones.

### Epipaleolítico (estilo protocamúnico)
Las figuras más antiguas, de finales del Paleolítico, datan de hace 10 000 años, aproximadamente, y representan animales de grandes dimensiones, como ciervos y alces de evidente estilo subnaturalista.
Son escasas en número y se encuentran principalmente en el Parque arqueológico comunal de Luine situado en el término municipal de Darfo Boario Terme.
Estas primeras manifestaciones artísticas se parecen a las de otras poblaciones de Europa mostrando estilos, conceptos y manifestaciones similares, lo cual hace pensar que tuvieran vínculos y tradiciones comunes.
La larga época en la que se enmarcan las representaciones de este estilo es comúnmente clasificada como estilo protocamúnico.

### Neolítico (periodo Camuno I y II)
Las figuras de finales del Neolítico son más abundantes. Coincidiendo con la aparición de la agricultura (hacia la mitad del cuarto milenio a. C.), se trata de representaciones esquemáticas de campos cultivados.

### Edad del Cobre (periodo Camuno III A)
En la Edad del Cobre (tercer milenio a. C.) aparecen estatuas-estelas y composiciones monumentales: figuras humanas, puñales, escenas agrícolas, ciervos, etc. de probable función ritual.

### Edad del Bronce (periodo Camuno III B-C)
Las figuras de la Edad del Bronce antigua y media representan generalmente armas. Hacia el final de la Edad del Bronce (mediados del segundo milenio a. C.) aparecen figuras humanas esquemáticas.

### Edad del Hierro (periodo Camuno IV A-F)
En la Edad del Hierro (primer milenio a. C.) hay una explosión del arte rupestre: el 80% de las figuras catalogadas pertenece a este período. Aumenta también el número de temas y aparecen por primera vez el movimiento y las escenas de carácter narrativo: guerreros, duelos, caballeros, cazadores, púgiles, ciervos, perros, ojos, aves acuáticas, la rosa camuna, etc.
La llegada de los romanos, en 16 a. C., marca el final de la civilización camuna, aunque se conocen algunos petroglifos que datan de la Edad Media.

## Parques
Existen diversas estructuras científicas y turísticas que acogen y protegen este patrimonio:
| N.º | Nombre                                                                   | Localidad/es                   | Coordenadas                                | Galería de imágenes |
| --- | ------------------------------------------------------------------------ | ------------------------------ | ------------------------------------------ | ------------------- |
| 1.  | Parque nacional de las incisiones rupestres de Naquane                   | Capo di Ponte                  | 46°01′32″N 10°20′57″E / 46.02556, 10.34917 |                     |
| 2.  | Parque arqueológico nacional de Massi di Cemmo                           | Capo di Ponte                  | 46°01′52″N 10°20′20″E / 46.03111, 10.33889 |                     |
| 3.  | Parque arqueológico comunal de Seradina-Bedolina                         | Capo di Ponte                  | 46°02′00″N 10°20′29″E / 46.03333, 10.34139 |                     |
| 4.  | Parque arqueológico de Asinino-Anvòia                                    | Ossimo                         | 45°57′19″N 10°14′47″E / 45.95528, 10.24639 |                     |
| 5.  | Parque arqueológico comunal de Luine                                     | Darfo Boario Terme             | 45°53′20″N 10°10′46″E / 45.88889, 10.17944 |                     |
| 6.  | Parque arqueológico y mineral comunal de Sellero                         | Sellero                        | 46°03′26″N 10°20′29″E / 46.05722, 10.34139 |                     |
| 7.  | Parque arqueológico comunal de Sonico                                    | Sonico                         | 46°10′7″N 10°21′20″E / 46.16861, 10.35556  |                     |
| 8.  | Reserva natural de las incisiones rupestres de Ceto, Cimbergo y Paspardo | Ceto (Nadro) Cimbergo Paspardo | 46°01′6″N 10°21′10″E / 46.01833, 10.35278  |                     |

### Otras lecturas
- Bradley, Richard (2005). Ritual and domestic life in prehistoric Europe (en inglés) (primera edición). Milton Park, Abingdon: Routledge. ISBN 0-415-34550-2. Consultado el 8 de agosto de 2005. «La versión web se encuentra limitada en su visualización.».